# Nowy cmentarz żydowski w Kałuszynie
Nowy cmentarz żydowski w Kałuszynie – kirkut mieścił się w Kałuszynie przy ul. Martyrologii, za nekropolią katolicką. Powstał w dwudziestoleciu międzywojennym. W czasie II wojny światowej naziści przeprowadzali na terenie kirkutu egzekucje ludności żydowskiej oraz całkowicie zdewastowali cmentarz. Na cmentarzu zginęło wtedy około 1000 Żydów i kilku Polaków zabitych za pomoc udzielaną Żydom. Cmentarz ma powierzchnię ok. 4 ha. Ziemia ta decyzją wojewody została przekazana jesienią 2011 gminie wyznaniowej żydowskiej.